# Frank Forward
Pour les articles homonymes, voir Forward.
Frank Arthur Forward est un inventeur et un métallurgiste canadien, né le 9 mars 1902 à Ottawa et décédé le 6 août 1972 à Vancouver. En 1947, il découvre une méthode d'extraction du cobalt et du nickel.

## Biographie
En 1934, il débute à l'université de la Colombie-Britannique au département métallurgie. En 1947, il travaille pour les mines de la société Sherritt International.

## Distinctions
Il reçoit la Engineering Alumni Medal en 1963.